# Mario Merz
Mario Merz (n. 1 ianuarie 1925, Milano, Regatul Italiei – d. 9 noiembrie 2003, Torino, Italia) a fost un artist contemporan italian, unul dintre cei mai de seamă reprezentanți ai mișcării Arte Povera.

## Biografia
Crescut la Torino, frecventează timp de doi ani Facultatea de medicină. În timpul celui de-al Doilea Razboi Mondial intră în grupul antifascist Dreptate și Libertate" (Giustizia e Libertà), și în 1945 a fost arestat, fiind surprins distribuind manifeste. 
După sfârșitul războiului, încurajat de criticul Luciano Pistoi, se va dedica picturii. Stilul său inițial era expresionist-abstract, ulterior va dezvolta un tratament informal al picturii. În 1954 are loc prima sa expoziție personală, la galeria "La Bussola" din Torino. Pe la jumătatea anilor 60', se va îndepărta tot mai mult de pictură, preferând experimentarea altor materiale: tuburi de neon, cu care va perfora suprafața pânzelor, simbolizând răspândirea energiei, și primele assemblage tridimensionale, așa-numita "pictură volumetrică".
A fost prezent de la primele expoziții ale mișcării Arte Povera, apropiindu-se de artiștii care au participat la expoziția colectivă organizată de Germano Celant la galleria "La Bertesca" la Genova (1967) și se întâlneau la galeria lui Gian Enzo Sperone, la Torino. În scurt timp deveni punctul de referință al grupului.
Clima lui 1968 și ideea unei renașteri politice și sociale se reflectă în operele sale: Merz reproduce cu neon sloganurile protestelor mișcării studențești.
După 1968 începe să realizeze structuri arhetipale ca igluurile, folosind materiale diverse, care vor deveni caracteristica producției sale și care reprezentau abandonarea definitivă a suprafeței bidimensionale. Din 1970 va introduce în lucrările sale Șirul lui Fibonacci, ca emblemă a energiei implicite în materie și în creșterea organică, poziționând cifrele realizate cu neon în interiorul operelor dar și în spații expozitive: de exemplu în 1971 de-a lungul spiralei Muzeului Guggenheim din New York.
 Din 1976 introduce figura simbolică a spiralei căreia îi va asocia figura "mesei", ale cărei suprafețe aranja fructe, care lăsând nealterată ordinea naturii, introduceau opera în dimensiunea reală a timpului.
La sfârșitul anilor 70', Merz va reveni la arta figurativă, realizând mari animale arhaice, definite "preistorice", pe pânze neînrămate de mari dimensiuni.

## Faima
De-a lungul anilor, cele mai importante muzee din lume au dedicat lui Merz expoziții personale, retrospective. Printre acestea amintim Walker Art Center din Minneapolis în 1972, Kunsthalle din Basel în 1981, Moderna Museet din Stockholm în1983, Muzeul de Artă Contemporană din Los Angeles și Solomon R. Guggenheim Museum din New York în 1989, Fundació Antoni Tàpies din Barcelona în 1993, Castello di Rivoli și Centrul pentru l'Arta Contemporană Luigi Pecci din Prato în 1990, Galeria Civică de Artă Contemporană din Trento în 1995, Fundação de Serralves din Oporto în 1999, Carré d'Art din Nîmes în 2000, Fundación Proa din Buenos Aires în 2002. În 2003 i-a fost acordat Praemium Imperiale de către Împăratul Japoniei.